# 11446 Betankur
11446 Betankur è un asteroide della fascia principale. Scoperto nel 1978, presenta un'orbita caratterizzata da un semiasse maggiore pari a 3,0582797 UA e da un'eccentricità di 0,1993359, inclinata di 0,87895° rispetto all'eclittica.